# Stricken
Stricken è il secondo singolo estratto da Ten Thousand Fists, terzo album del gruppo musicale alternative metal statunitense Disturbed. Stricken è stato certificato disco d'oro negli Stati Uniti dalla RIAA il 18 agosto 2008 per aver venduto 500 000 copie. È una delle prime canzoni dei Disturbed ad includere un assolo di chitarra.
La canzone è inserita nel gioco Guitar Hero III: Legends of Rock.

## Video musicale
Il video musicale per questa canzone è stato filmato in un ospedale abbandonato, in cui nel 1984 vennero filmate alcune scene del film horror Nightmare - Dal profondo della notte.

### Controversie
Nel video non compare quasi mai il nuovo bassista John Moyer, al che Draiman dovette rispondere alle numerose richieste di spiegazioni da parte dei fan, rassicurando che il lavoro con Moyer stava procedendo «eccezionalmente bene» ma che comunque aveva un lungo percorso davanti a sé prima di diventare un membro a tutti gli effetti. Più tardi anche il chitarrista Dan Donegan parlò al riguardo, in particolare dicendo che la band non doveva rispondere a nessuno delle decisioni prese al proprio interno e citando coloro che non si accontentavano delle numerose risposte, anche personali, fornite dai membri, i quali concedevano ai fan di entrare a far parte della loro famiglia.

## Tracce

### CD 1
1. Stricken - 4:07
2. Hell - 4:14
3. Darkness (Live from Music as a Weapon II) - 4:02

### CD 2
1. Stricken - 4:07
2. Dehumanized - 3:31

### Vinile da 7"
1. Stricken - 4:07
2. Dehumanized - 3:31

## Posizioni in classifica
| Anno | Classifica             | Posizione |
| ---- | ---------------------- | --------- |
| 2006 | US Billboard Hot 100   | 95        |
| 2006 | Mainstream Rock Tracks | 2         |
| 2006 | Modern Rock Tracks     | 13        |
| 2006 | Pop 100                | 89        |

## Formazione
- David Draiman - voce
- Dan Donegan - chitarra, elettronica
- John Moyer - basso, voce secondaria
- Mike Wengren - batteria

## Curiosità
- Stricken è stata usata come theme song ufficiale del PPV della WWE New Year's Revolution del 2006. Inoltre è stata inserita nel videogioco Guitar Hero III: Legends of Rock ed in Project Gotham Racing 4.